# Wilhelm-Swarovski-Beobachtungswarte

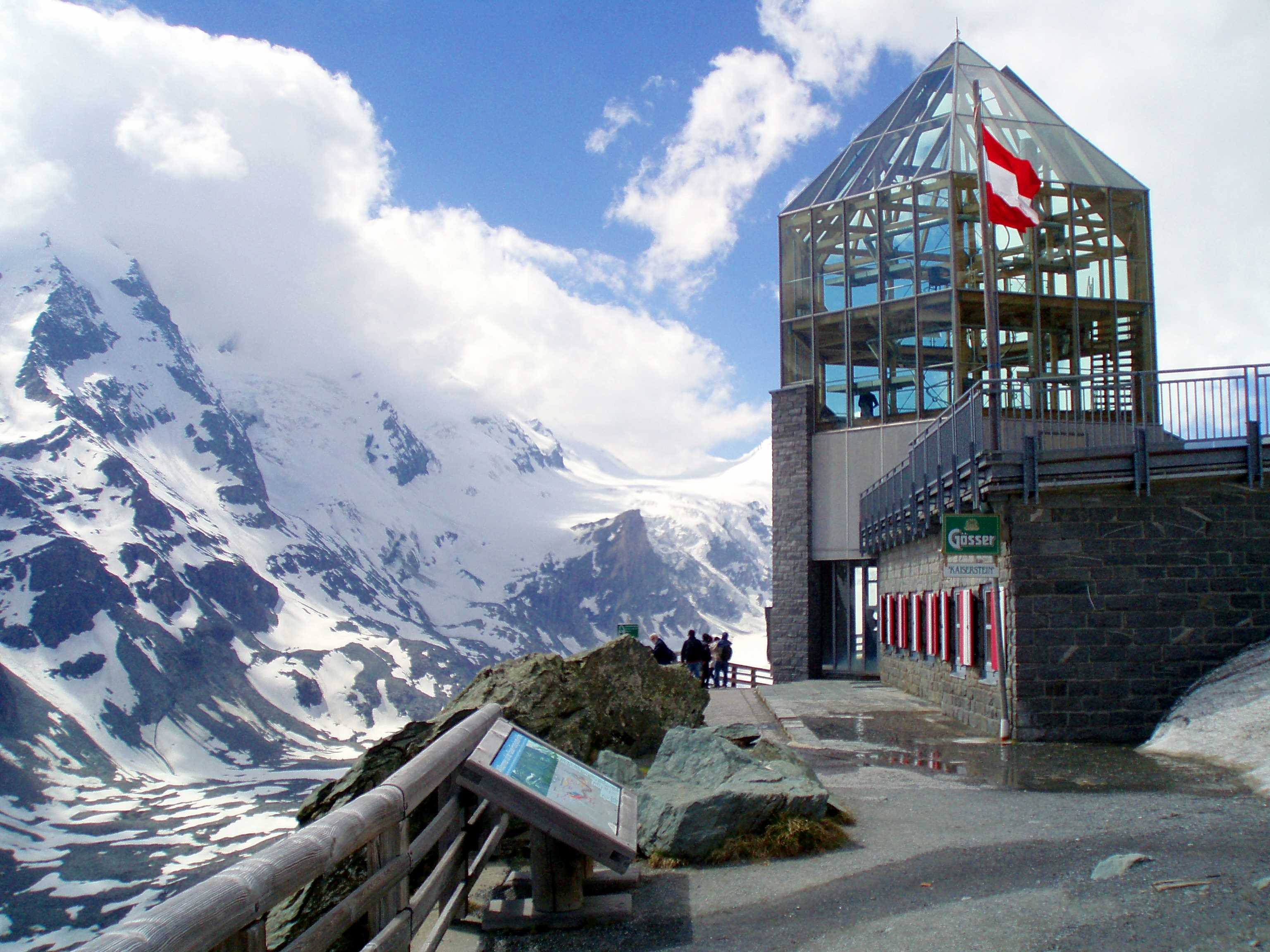
Wilhelm-Swarovski-Beobachtungswarte, 2015

Die Wilhelm-Swarovski-Beobachtungswarte befindet sich seit 1998 oberhalb der  Kaiser-Franz-Josefs-Höhe am Panoramaweg Kaiserstein gegenüber vom Großglockner im Nationalpark Hohe Tauern und kann über die mautpflichtige Großglockner-Hochalpenstraße erreicht werden.
Die Beobachtungswarte aus Glas und Holz, die einen Bergkristall darstellen soll, entstand mit Unterstützung der Familie Swarovski in Innsbruck. Von der oberen Etage der Warte können durch leistungsstarke Fernrohre vor allem Steinböcke und Murmeltiere sowie Alpinisten beobachtet werden. Im Inneren gibt es eine Ausstellung.

## Lage
Die Warte steht im österreichischen Land Kärnten auf etwa 2410 m ü. A. Höhe in der Glocknergruppe.